# Светлинна писалка
Светлинната писалка (от английското light pen) е входно периферно устройство. За пръв път е използвана през 1957 година и става много популярна в първата половина на 80-те години на 20 век.
Това устройство използва специална светлинно-чувствителна писалка. Светлинните писалки не могат да работят с LCD монитори, проектори и т.н., но са съвместими с всеки CRT-базиран монитор. Писалката работи чрез усет за внезапната смяна в яркостта на точка от екрана, където електронна пушка опреснява тази точка. Чрез отбелязване къде точно сканирането е достигнало до този момент се установява позицията X, Y на писалката. Използва се за рисуване или работа с графични образи.